# 王阳 (1957年)
王阳（1957年2月—），男，汉族，陕西合阳人，中华人民共和国政治人物、第十一届全国人民代表大会辽宁地区代表。

## 生平
早年为辽宁省大洼县榆树农场知青、鞍山市玻璃厂工人。后入辽宁大学哲学系学习。毕业后曾短暂任教于鞍山市干部进修学院。1984年进入中共鞍山市委办公厅，历任综合处干事、秘书。1988年，任鞍山市政府信息办公室主任。1990年，任鞍山市冶金工业局党委副书记。1993年，任鞍山市政府政研室主任，鞍山市政府办公厅副主任。1994年，任鞍山市旧堡区委书记。1996年，任鞍山市千山区委书记。1999年，任鞍山市委常委、秘书长。2003年4月，任鞍山市委副书记。2004年8月，任中共辽宁省委副秘书长。2007年2月，任中共辽宁省委政策研究室主任、省委政研室主任，并兼任辽宁省委副秘书长。2008年2月，任抚顺市副市长、代理市长。2008年起担任全国人大代表。2009年1月，正式当选为抚顺市市长。2010年8月，调任鞍山市委副书记、副市长、代理市长。2011年1月正式当选为鞍山市市长。2012年1月，转任中共阜新市委书记。2013年1月30日当选辽宁省人大常委会副主任。
2016年3月16日，中纪委网站宣布，王阳因涉嫌严重违纪，接受组织调查。据媒体報道，王阳女儿王圣淇24岁时即被提拔为辽宁石油化工大学国际教育学院副院长(副处级)。该大学是厅级单位，一般人需工作9年才能达到该级别，当事人从工作到被提升不足3年。6月2日，王阳被中纪委双开，移送司法机关。
2017年5月31日，黑龙江省大庆市中级人民法院一审公开宣判，王阳犯受贿罪、破坏选举罪，涉案金额达人民币6291万余元，犯罪情节严重，但鉴于其到案后如实供述犯罪事实，可从轻处罚，因此数罪并罚，判处有期徒刑16年6个月，并处没收个人财产人民币300万元，其受贿所得及其孳息予以追缴。